# Desi
Desi (v sanskrtu krajan, našinec) je souhrnné označení obyvatel indického subkontinentu bez ohledu na jazyk a náboženství. V tomto smyslu tvoří tato skupina čtvrtinu lidstva. Termín používá hlavně diaspora v Evropě a USA, kde přistěhovalci z jižní Asie spíše než vzájemné rozdíly vnímají to, co je spojuje. Existují také spojení desi music (hudební styl spojující indické a západní tradice) nebo desi food (pokrmy malých rodinných restaurací, využívající domácí suroviny a přizpůsobující původní receptury zvykům hostitelské země.)
V Nepálu je desi označení obyvatele jižní části země (tzv. teraje), kteří mají etnicky a kulturně blízko k Indii.